# Sidima
Sidima is een geslacht van vlinders van de familie van de Lycaenidae.

## Soorten
- S. amarylde Eliot & Kawazoé, 1983
- S. idamis (Fruhstorfer, 1917)
- S. murayamai Eliot & Kawazoé, 1983
- S. sulawesiana Eliot & Kawazoé, 1983